# 口笛

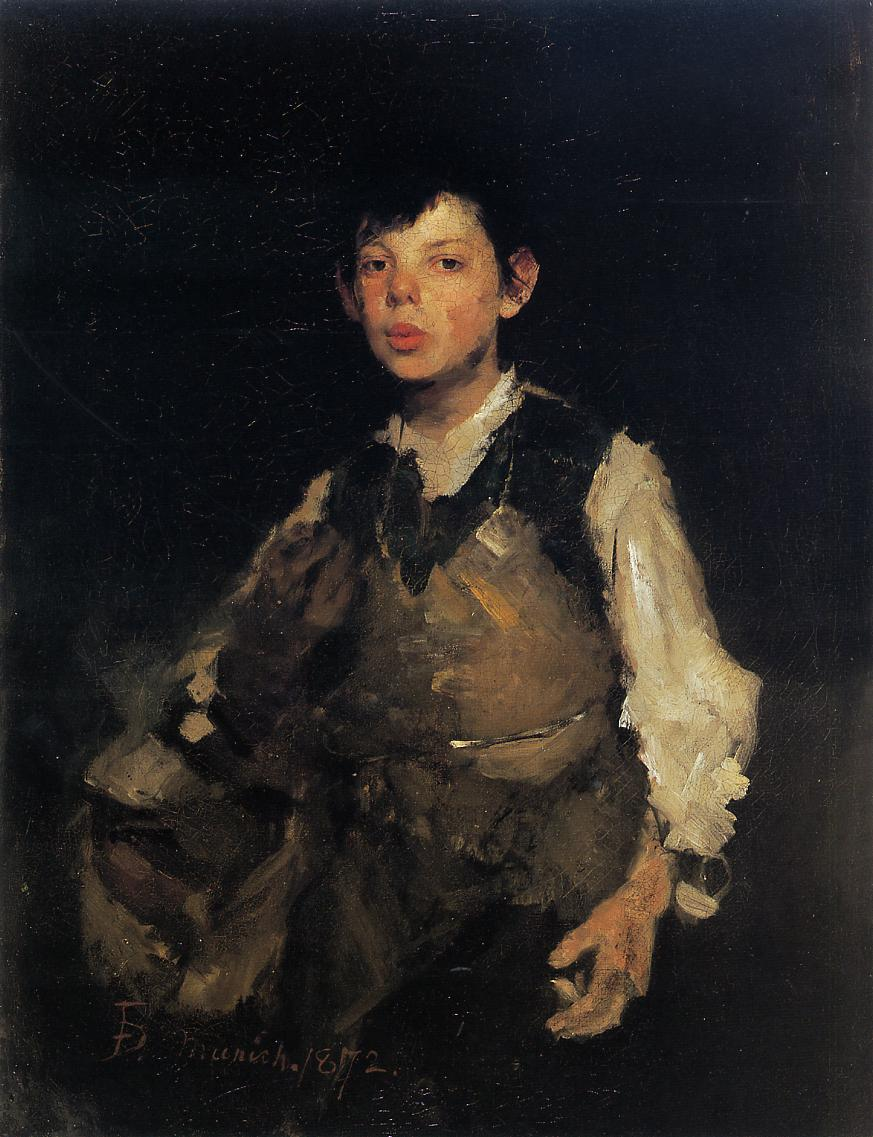
『口笛を吹く少年』フランク・ドゥフェネク作（1872年）シンシナティ美術館蔵

口笛（くちぶえ、英語: whistling）とは口を笛として用いることである。

## 概要
呼気を口から吐き出す際、つぼめた唇などの口腔の器官に強く空気の束を当てることにより乱気流を発生させ、空気の振動、すなわちノイズを発生させる（圧力誘導による渦巻き振動）。原理はフルートの発音原理と同じ（フルートの場合には唇のかわりにフルートの歌口でノイズを発生させる）であり、エアーリードの一種である。このノイズを口腔に共鳴（ヘルムホルツ共鳴）させることにより特定の高さの音を増幅し、可聴音を得る。また『アルプスの少女ハイジ』の主題歌に使われた『おしえて』という曲の中に「口笛はなぜ遠くまで聞こえるの」という部分があるが、それは口笛が遠くまで届く周波数域で人間の耳がこの周波数域を聞き取りやすいためである。
なお日本での古称は、10世紀後半の『うつほ物語』では「皮笛」といい、または、嘯（うそ）、あるいは嘯き（うそぶき）といい、口笛を吹くことを嘯く（うそぶく）という。能面にはその様子を写した空吹き（うそぶき）があり、また狂言の題目にも「嘯き」（渋柿を食わせて口笛を吹かせる話）がある。

### 一般的な口笛
つぼめた唇に強く息の空気の束を当て舌の位置や形、唇の広さや形、口腔の広さ（口の広げ方）によって音を変える。こうして得られた音は高く鋭い音が主であるが音の高さが判別できる音であり、多少の練習によってある程度の音域を得ることができる。具体的にはB4周辺～B7周辺である。
修練によっては、かなりの音域を確保し、ビブラートをかけるなどの複雑な演奏を行うこともできるようになる。息を吐き出すときだけでなく、吸い込む際にも発音する技術を身につければ、間断なく吹き続けることもできる。ただし音量は小さい上、高度の演奏技術は加齢による口腔機能の低下の影響を受けやすく、年齢を重ねるにつれて次第に演奏が困難になっていく。

### 口笛の演奏技術
ここでは「一般的な口笛」の代表的な演奏技術について記述する。
通常の口笛
舌を下前歯や下唇の裏側に押し当て、口形を変えることで音程を制御する。ブレスアタックを基本として音を出すが、その時に喉の音も発音として加わる場合が多い（スロートロック）。
ウォーブリング奏法
息の流れを止めることなく、瞬間的に音を変える奏法。英語のwarble（さえずる）が由来。音を途切れなしに区切ることが可能であり、装飾音など、幅広く応用できる。たとえると、金管楽器のバルブを使用したときのような音の変化になる。上あごや、下唇の内側に舌を着け離しするやり方、息の調節をきっかけとして行うものなど、様々な方法がある。
フラッタータンギング
巻き舌、もしくは舌上に唾液をため、うがいをするようにして音を区切る。特殊な口笛においては、唇を振動させることでこれを行うこともできる。
リッピング
アパッチュアを狭めると、一時的に音が鳴らなくなる。これを音の区切りや音の処理として利用する奏法。ブレスアタックと組み合わせる、指で唇を軽く叩く、アパッチュアを完全にとじるなど、応用例もいくつかある。

### 特殊な口笛
音の発生源が口内で口腔の共鳴を利用していることから、口笛と称される物には以下のものも含まれる場合がある。

#### 歯笛
口唇だけではなく歯と舌で音を調整する歯笛（はぶえ）という吹き方がある。
演奏方法の基本は先のものと大差ないがリードに上顎または下顎の何れかの歯並びを使い、口腔で共鳴させる。原理的には、風で電線が唸ることに似ている。
なお一般に歯笛と呼ばれるものには2種類あり、舌を浮かせ演奏する高音域がでるタイプのものと舌を下前歯につけ演奏する中～高音域のタイプがある。音色はかなり似ているが、空気の通り道やリードとしての歯の使用方法が異なる。前者はより指笛（後述）に近い原理で、後者は口笛に近い原理である。歯笛の方が通常の口笛に比べて高音域を容易に出すことができ、特に前者の歯笛はその音もクリアで容易に大音量が出せるが息を多量に使用するため細かな音色を長く息継ぎをせずに出し続けることは難しい。また、唇を使わないため表情を自由に変えることができる。また疾病などの後遺症により、先の演奏方法が困難な場合の代用としても使用される。年齢層に拘らず演奏できるため主にコミュニケーション手段として使われ牧羊犬などのコントロール、鳥寄せなどには先の演奏方法と組み合わせて使われる。
また、海女などが海面に出た際に息を整える際にも歯笛で音を出す。海女笛（あまぶえ）とも呼ばれ、この場合は音色などの曲目的ではなく息を整える、位置を知らせる目的で使用される。高音域でもあるため数百メートル先からも聞く事ができる。

#### 指笛

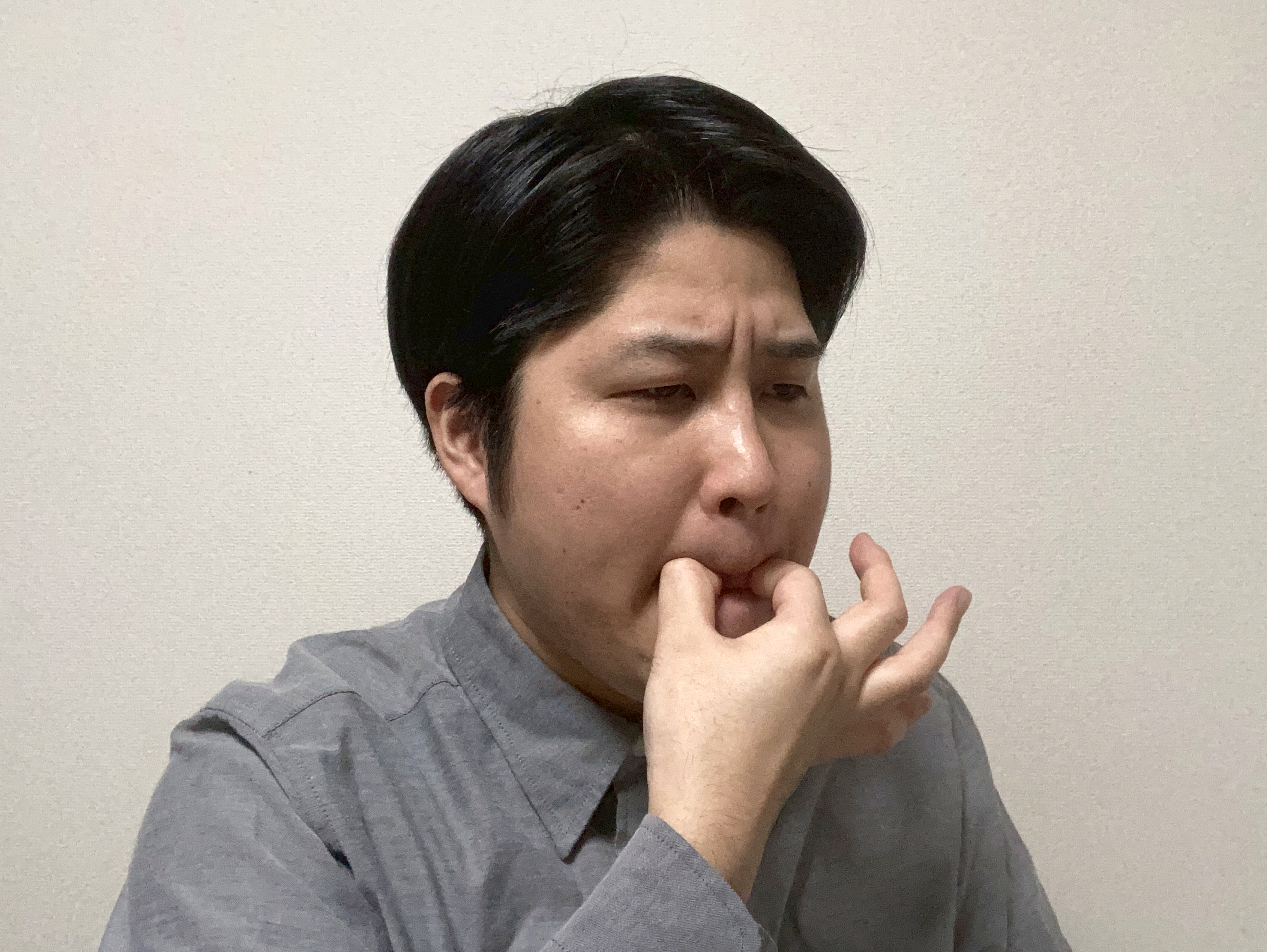
指笛を吹く男性

指をくわえることにより、口笛より大きな音を出すことも可能。これも口笛と称される場合もあるが、口唇だけで音を発する場合と区別して指笛（ゆびぶえ）と呼ばれることもある。
吹き方は一般的に2通りあり、片手の人差指と親指、中指と親指を口の中に咥えるものと両手の人差し指と中指、計4本を咥えるものがある。他にも両手の小指を咥える、人差し指の関節をコの字に曲げて咥えるなど2方から指が入ればどのような指の組み合わせでも音を発することが可能である。前者の方が大きな音を出すことが容易で、人や犬などへのコミュニケーション手段として用いられることが多い。
沖縄式指笛は、人差し指を口内に入れて舌を押し上げる吹き方で、踊りや野球の際などに警笛音を発する吹き方であった。田村大三がメロディー演奏法を考案すると、指笛音楽が普及した。沖縄式より易しい指タッチ式は、指を口内に入れずに口角に親指と中指をタッチさせる。空気を上前歯の裏側に吹き付けると、空気が下降して下唇と下前歯の間の口腔前庭に当たり、唇を振動させて発音する。

#### 手笛
口笛や指笛と称される場合もあるが、その演奏技術は異なり、手のみを用いて音を出すことから手笛（てぶえ）またはハンドオカリナなどと呼ばれている。
一般的な吹き方は3通りあり、両手をお祈りをするような形にして組むものや、バレーボールのアンダーハンドパスの形にして手を組むもの、 おにぎりを握る要領で手を組むものがある（ハンドオカリナ）。どの方法も手の中に空洞を作り、右手と左手の親指を合わせた隙間に息を吹き入れ音を出す。また手の組み方を調節し空洞の大きさを変えることにより、口笛と同じく広い音域を作り出すことが可能になる。
手笛から楽器として発展したものとして森光弘が考案した「ハンドフルート」がある

#### ムックリ、ジューズハーブ、ホーミー
アイヌのムックリやヨーロッパのジューズハープは唇のエアーリードを使うかわりに唇に楽器を置くものである。またモンゴル等のホーミーは、声帯の振動を発音源とする喉歌の一種である。

## 口笛によるコミュニケーション

### 人同士のコミュニケーション
歌唱と同様、または代替として行われることもあるが合図（呼びかけ、賞賛、揶揄など）としての意味を持つコミュニケーションツールとなる場合もある。
かつては若い女性、あるいはカップルに対して好色的な興味を抱いたことを表明する、いささか野卑な手段としての口笛が用いられたといわれる。漫画、コント等でそれらを意味するシンボリックな動作としてそれらを観察することがあるが現在の日本においてはあまり用いない行為といえる。なお、外国においては地域によってはいまだにこの目的でつかわれているところも少なくない。
日本プロ野球では、私設応援団がリードを取る際に用いる（マリーンズファンの例が有名）。
渓流釣りでは口笛がコミュニケーション手段として用いられる。声では瀬音に邪魔されて伝わらないが高周波数の音を出す口笛なら邪魔されることなく、また遠くまで通るからである。
また口笛言語と呼ばれるものもあり、口笛のみで日常会話程度のコミュニケーションをとることができる。口笛言語は稀である一方、様々な語族に属する言語に見出され、例としてメキシコのオアハカ州やその周辺で話されるマザテック語を基盤とするものや、スペイン領カナリア諸島の西部群島のひとつ、ラ・ゴメラ島に現存するシルボがあり、ギリシャのエビア島アンティア村で使われているsfyriaがあるが詳しい起源は、はっきりしていない。ほかにフランス、アフリカ、ネパールなどで存在が知られている。

### 人と動物のコミュニケーション
牧羊犬などのコミュニケーション手段にも多用される。この場合は単純な口笛ではなく、高音域で遠くまで音が届くように歯を使ったものが多用される。牧羊犬などはこれを頼りに、羊などを目的に合わせ追うことができるようになる。また、口笛は鳥寄せの手段としても使える。繁殖期のメジロなどは人の口笛で近くまで呼び寄せることができ、人が口笛を吹くとそれに答える形で鳴く。

## 口笛にまつわる迷信
英仏では女性が口笛を吹くと家に不幸をもたらすとされ、口笛を吹く女性と歌う雌鶏を一緒にすることわざが多い。
- 夜に口笛を吹くとヘビが出る
ヘビは夜行性で、尚かつ小さな振動音をネズミなどの小動物と間違え寄って来る習性がある。この為、周囲が暗くて静寂の時（つまり夜）に口笛の音に寄せられ出現すると昔から言われる。また「蛇が出る」の「蛇」は「じゃ」と読み、「蛇=邪悪な者=お化け」つまり「夜に口笛を吹くと蛇が出る」というのは「夜に口笛を吹くと邪（お化け）が出る」と庶民も分かりやすく言い換えた言葉とも言われている。
他の説には、歌垣や夜這いの合図が口笛だったため、夜に口笛を吹くと異性に襲われる、という意味があった、とされる。
- 夜に口笛を吹くと泥棒が入る
近代以前の日本の一般家庭は経済的に余裕の無い家庭が多く、夜に口笛を吹くと「それだけ気持ちにも余裕があるほど裕福だ」と泥棒に判断されて盗みに入られるとされていた。
- 使い魔を召喚する原因になるため、リトアニアでは屋内で口笛を吹くことが禁じられている[6]（世界の珍法令）。

その他、15世紀末の与那国島を記録した『朝鮮王朝実録』には、収穫前の島民が口笛や草笛を一切自粛し、これを破った者に刑罰を与えていたと記す（与那国島#朝鮮王朝実録の記録「島の様子」30番）。